# Niccolò de Chiaramonte
Niccolò de Chiaramonte, aussi Nicolaus Claramonte (né en Sicile et mort à Rome le 25 septembre 1227), est un cardinal italien  de l'Église catholique du XIIIe siècle, nommé par le pape Honoré III. 

## Biographie
Niccolò de Chiaramonte est créé cardinal-évêque de Frascati par le pape Honoré III lors du consistoire de 1219.  En 1220 il est légat en Allemagne auprès de l'empereur Frédéric II. Il participe à l'élection papale de 1227 lors de laquelle Grégoire IX  est élu.